# Nicki
Nicki ist ein weiblicher und männlicher Vorname.

## Herkunft und Bedeutung
Der Name ist zumeist eine Kurzform von Nicole, der weiblichen Form des Namens Nikolaus.

## Varianten
- Niki
- Nici
- Nicky
- Nikki
- Nikky
- Nicci

## Bekannte Namensträgerinnen
- Nicki (Sängerin) (* 1966), deutsche Sängerin
- Nicki Aycox (1975–2022), US-amerikanische Schauspielerin
- Nicki Clyne (* 1983), kanadische Schauspielerin
- Nicki French (* 1964), englische Sängerin und Tänzerin
- Nicki Hunter (* 1979), US-amerikanische Pornodarstellerin
- Nicki Minaj (* 1982), US-amerikanische Rapperin
- Nicki Nicole (* 2000), argentinische Rapperin und Sängerin
- Nicki Parrott (* 1970), australische Musikerin des Modern bis Mainstream Jazz (Gesang, Kontrabass, Komposition)
- Nicki Pawlow (* 1964), deutsche Schriftstellerin
- Nicki Prian (* 1992), mexikanisch-US-amerikanische Schauspielerin

## Bekannte Namensträger
- Nicki Doff (* 1963), deutscher Schlagersänger
- Nicki Bille Nielsen (* 1988), dänischer Fußballspieler
- Nicki Pedersen (* 1977), dänischer Speedwayfahrer
- Nicki Sørensen (* 1975), dänischer Radrennfahrer
- Nicki von Tempelhoff (* 1968), deutscher Schauspieler
- Nicki Thiim (* 1989), dänischer Rennfahrer